# Kim Da-bin
Kim Da-bin (kor. 김다빈, * 2. Januar 1997 in Busan) ist eine südkoreanische Tennisspielerin.

## Karriere
Kim begann mit neun Jahren das Tennisspielen und spielt bislang vorrangig Turniere der ITF Women’s World Tennis Tour, wo sie bisher fünf Einzel- und zehn Doppeltitel gewann.
Im Jahr 2020 spielte Kim erstmals für die südkoreanische Billie-Jean-King-Cup-Mannschaft; ihre Billie-Jean-King-Cup-Bilanz weist bislang 6 Siege bei 4 Niederlagen aus.

## Turniersiege

### Einzel
| Nr. | Datum              | Turnier   | Kategorie   | Belag     | Finalgegnerin | Ergebnis        |
| --- | ------------------ | --------- | ----------- | --------- | ------------- | --------------- |
| 1.  | 27. Juli 2014      | Neu-Delhi | ITF $10.000 | Hartplatz | Katherine Ip  | 6:1, 6:3        |
| 2.  | 10. September 2017 | Yeongwol  | ITF $15.000 | Hartplatz | Kim Na-ri     | 7:610, 4:6, 6:3 |
| 3.  | 2. September 2018  | Yeongwol  | ITF $15.000 | Hartplatz | Park So-hyun  | 7:5, 6:3        |
| 4.  | 4. August 2019     | Lexington | ITF W60     | Hartplatz | Ann Li        | 6:1, 6:3        |
| 5.  | 10. September 2023 | Yeongwol  | ITF W15     | Hartplatz | Back Da-yeon  | 6:2, 6:1        |

### Doppel
| Nr. | Datum              | Turnier   | Kategorie   | Belag     | Partnerin      | Finalgegnerinnen             | Ergebnis          |
| --- | ------------------ | --------- | ----------- | --------- | -------------- | ---------------------------- | ----------------- |
| 1.  | 25. Juli 2014      | New Delhi | ITF $10.000 | Hartplatz | Rutuja Bhosale | Nidhi Chilumula Han Sung-hee | 6:2, 7:6          |
| 2.  | 2. August 2014     | New Delhi | ITF $10.000 | Hartplatz | Rutuja Bhosale | Sharrmadaa Baluu Wang Xiyao  | 6:3, 6:4          |
| 3.  | 12. September 2015 | Yeongwol  | ITF $10.000 | Hartplatz | Wei Zhanlan    | Sheng Yuqi Zhao Di           | 6:1, 6:0          |
| 4.  | 8. September 2018  | Yeongwol  | ITF $15.000 | Hartplatz | Lee So-ra      | Bae Do-hee Hong Seong-yeon   | 6:2, 7:5          |
| 5.  | 29. Mai 2021       | Antalya   | ITF W15     | Sand      | Fiona Ganz     | Doğa Türkmen Melis Ayda Uyar | 7:5, 6:0          |
| 6.  | 10. September 2022 | Yeongwol  | ITF W15     | Hartplatz | Lee So-ra      | Back Da-yeon Lee Eun-hye     | 6:4, 3:6, [12:10] |
| 7.  | 2. September 2023  | Yeongwol  | ITF W15     | Hartplatz | Kim Na-ri      | Kim Da-hye Demi Tran         | 6:2, 7:5          |
| 8.  | 9. September 2023  | Yeongwol  | ITF W15     | Hartplatz | Kim Na-ri      | Back Da-yeon Jeong Bo-young  | 6:2, 6:3          |
| 9.  | 29. Juni 2024      | Tianjin   | ITF W15     | Hartplatz | Kim Na-ri      | Xun Fangying Yuan Chengyiyi  | 6:2, 6:1          |
| 10. | 16. August 2025    | Lu’an     | ITF W15     | Hartplatz | Lin Fang-an    | Huang Yujia Xiao Zhenghua    | 5:7, 6:3, [10:5]  |